# Матешти (Валча)
Матешти (рум. Mateeşti) насеље је у Румунији у округу Валча у општини Матешти. Oпштина се налази на надморској висини од 420 m.

## Становништво
Према подацима из 2002. године у насељу је живело 3282 становника, од којих су сви румунске националности.

### Хронологија
| Година       | 1992 | 1993 | 1994 | 1995 | 1996 | 1997 | 1998 | 1999 | 2000 | 2001 | 2002 | 2003 | 2004 | 2005 | 2006 | 2007 | 2008 | 2009 | 2010 | 2011 | 2012 | 2013 | 2014 | 2015 | 2016 | 2017 |
| ------------ | ---- | ---- | ---- | ---- | ---- | ---- | ---- | ---- | ---- | ---- | ---- | ---- | ---- | ---- | ---- | ---- | ---- | ---- | ---- | ---- | ---- | ---- | ---- | ---- | ---- | ---- |
| Становништво | 3393 | 3387 | 3394 | 3375 | 3373 | 3342 | 3308 | 3304 | 3333 | 3334 | 3272 | 3265 | 3293 | 3263 | 3249 | 3209 | 3216 | 3208 | 3193 | 3200 | 3205 | 3194 | 3183 | 3178 | 3190 | 3188 |